# 제바스티안 프뢰들
제바스티안 프뢰들(Sebastian Prödl, 1987년 6월 21일, 그라츠 ~)는 오스트리아의 축구 선수로, 현재 우디네세 칼초와 오스트리아 축구 국가대표팀의 일원이다.

## 클럽 경력
2006년, 19세의 나이로, 그는 오스트리아 분데스리가의 SK 슈투름 그라츠에서 프로선수 생활을 시작하였다. 2008년 7월, 그는 독일의 SV 베르더 브레멘으로 이적하였다.

## 국가대표팀 경력
2007년, 그는 오스트리아 축구 국가대표팀에 차출되었다. 그는 캐나다에서 열린 2007년 FIFA U-20 월드컵에서 오스트리아 U-20 국가대표팀의 주장을 맡았고, 팀은 최종 4위로 대회를 마감하였다. 대회 이후 그는 이탈리아의 가제타 델로 스포르트의 U-20 베스트 11으로 선출되었는데, 그는 오스트리아 U-20 국가대표팀 소속으로는 유일했다.
2007년 5월, 그는 스코틀랜드전에서 오스트리아 시니어 국가대표팀 데뷔전을 치렀다. 2008년 3월 26일, 프뢰들은 네덜란드와의 친선경기에서 2득점을 기록하였다. 2008년 6월 12일, 그는 UEFA 유로 2008에서 폴란드와의 2차전에서 92분에 페널티 에어리어에서 넘어졌고, 하워드 웹 주심은 그에게 페널티 킥을 주어줬다. 이 페널티킥은 오스트리아 국가대표의 대회 유일한 골이었다.